# Proef met het bittere water
De proef met het bittere water of (verouderd) de wet der ijveringen is volgens de Hebreeuwse Bijbel een godsoordeel dat werd ondergaan door een vrouw die overspel had gepleegd of "als een man zijn vrouw in een vlaag van jaloezie wantrouwt" (Numeri 5:29-30). Het ritueel is vrij ongebruikelijk in de Hebreeuwse Bijbel en wordt verder ook nergens genoemd, hoewel sommige onderzoekers menen dat Psalm 109:18 ernaar verwijst. De proef wordt uitgelegd in de Talmoed, in het gelijknamige zevende traktaat van Nasjiem.

## Beschrijving
De proef met het bittere water wordt als volgt beschreven:

Dan spreekt de priester deze bezwering over de vrouw uit: ‘Als niemand anders dan uw eigen man gemeenschap met u heeft gehad, als u zich als gehuwde vrouw niet verontreinigd hebt door overspel te plegen, dan zal dit bittere, vloekbrengende water u niet deren. Maar als u zich als gehuwde vrouw verontreinigd hebt door overspel te plegen, als een ander dan uw eigen man gemeenschap met u heeft gehad, dan’ – zo spreekt de priester de bezwering en vervloeking over de vrouw uit – ‘zal de HEER maken dat uw naam genoemd wordt in de vervloekingen die er bij uw volk worden uitgesproken: Hij zal uw schoot laten verschrompelen en uw buik laten opzwellen. Wanneer dit vloekbrengende water in uw ingewanden komt, zwelt uw buik op en verschrompelt uw schoot.’ De vrouw zegt hierop: ‘Amen, amen.’ Dan schrijft de priester deze vervloeking op een blad en lost hij het geschrevene op in het bittere water. Dat bittere, vloekbrengende water moet hij de vrouw te drinken geven, zodat het in haar lichaam komt en zijn bittere uitwerking kan hebben. De priester neemt het graanoffer van de jaloezie van haar handen, biedt het de HEER als offergave aan en brengt het naar het altaar. Hij neemt er een handvol van af en verbrandt dat als teken van de hele offergave op het altaar. Vervolgens geeft hij de vrouw het water te drinken. Als ze zich verontreinigd heeft en ontrouw is geweest aan haar man, zal het vloekbrengende water dat hij haar te drinken geeft in haar lichaam zijn bittere uitwerking hebben. Haar buik zal opzwellen en haar schoot verschrompelen, en de naam van die vrouw zal bij haar volk genoemd worden wanneer men iemand vervloekt. Maar als de vrouw zich niet verontreinigd heeft, als ze rein is, blijft ze ongedeerd en kan ze nog zwanger worden.
— Numeri 5:19-28

## Joodse tradities

### Misjna en Talmoed
Volgens de Misjna was het gebruikelijk om de vrouw eerst naar de sanhedrin te brengen, voor haar aan de proef te onderwerpen. Herhaaldelijk zou gepoogd worden de vrouw te laten bekennen. Als ze bekende was de proef niet nodig.
Hoewel de tekst niet impliceert dat de vrouw zwanger zou kunnen zijn, wordt in verschillende commentaren gesuggereerd dat de beproeving bedoeld was om te worden toegepast op vrouwen die zwanger waren geworden en de verdenking was door een ander dan hun echtgenoot. Volgens de regels vond de proef plaats, nadat de vrouw voor een Israëlitische priester werd gebracht (Numeri 5:15) of wanneer zij "voor de HEER" verscheen (Numeri 5:30). De Misjna vermeldt dat de vrouw ten tijde van de tweede Joodse tempel naar de Oostpoort van de tempel gebracht werd, voor de Nikanorpoort.
De vrouw werd geacht haar haar los te maken tijdens het ritueel. Dit wordt vaak gezien als een symbool van haar veronderstelde schaamte, maar volgens Flavius Josephus was het de standaardpraktijk voor iedereen die van enig misdrijf beschuldigd was om zijn haar los te maken, wanneer hij voor de sanhedrin verscheen. De Misjna stelt dat de vrouw ook van de kleding op het bovenlichaam ontdaan werd.
Ongeacht de oorspronkelijke betekenis werd de beproeving ten tijde van de compilatie van de Talmoed gezien als een methode om druk uit te oefenen op de vrouw, zodat zij zou bekennen.

### Proces

#### De proef
Het proces vereiste dat de vrouw een door de priester aangereikt drankje moest drinken. De tekst zegt niet hoeveel tijd er verstrijkt, voordat het drankje effect heeft. 19e-eeuwse geleerden vermoedden dat het de bedoeling was dat het onmiddellijk effect zou sorteren.
Maimonides beschreef de traditioneel rabbijnse opvatting: "Haar buik zwelt eerst op en dan scheurt haar dij en ze sterft. Als zij sterft, sterft ook de overspelige man tot wie zij zich aangetrokken voelde om mee te drinken, waar hij zich ook bevindt. Deze verschijnselen, het zwellen van de buik en het scheuren van de dij, zullen ook hem treffen. Al het bovenstaande geldt op voorwaarde dat haar man zich nooit heeft ingelaten met verboden seksuele relaties in zijn leven. Als de man echter ooit betrokken was bij verboden relaties, controleert het [bittere] water de [trouw van] zijn vrouw niet." Aangezien het woord 'dij' in de Bijbel vaak als eufemisme gebruikt wordt voor verschillende voortplantingsorganen, zeggen anderen dat het in dit geval mogelijk de baarmoeder, placenta of een embryo betreft, zodat de vrouw overleeft.
Nachmanides wijst erop dat van alle 613 mitswot, de proef met het bittere water de enige sotawet is die Gods directe medewerking vereist. Het bittere water werkt alleen als een wonder plaatsvindt.
Volgens de tekst moest het drankje gemaakt worden uit water en stof dat op de vloer van de tabernakel lag (Numeri 5:17); de Masoretische Tekst schrijft wijwater voor, de Targoem interpreteert het als water van de gegoten zee, maar de Septuagint spreekt van stromend water. De passage stelt dat de vloek in het water gewassen werd; dit idee komt mogelijk voort uit het geloof dat de woorden van een vloek een eigen bestaan leiden. Anderen stellen dat de vloek een eufemisme is voor een miskraam of onvruchtbaarheid.
Het drankje moest in een kom gemengd worden (Numeri 5:17); dit kan voortkomen uit het idee dat het drankje onrein was en zich via aanraking kon verspreiden, en dat daarmee ook de kom onrein was en na de proef vernietigd moest worden. De Talmoed en Rasji stellen echter dat dit voorwerp gekozen werd als contrast tussen de hachelijke situatie waarin de vrouw zich bevond en haar gedrag. Ze gaf de overspelige te kiezen wijn te drinken in waardevolle bekers, laat haar daarom bitter water drinken uit een waardeloze kom.

#### Het offer
Van de man werd verwacht dat hij een offer bracht aan God, waarschijnlijk vanuit het algemene principe dat niemand iets van God zou moeten verzoeken zonder iets terug te geven. Dit offer moest in de handen van de vrouw geplaatst worden, en wordt letterlijk haar offerande voor haar genoemd; geleerden menen dat het een offer van de man is, ter gelegenheid van het ondergaan van de proef door zijn vrouw, en dat het feit dat de vrouw het vasthoudt dit slechts symboliseert. De Misjna stelt dat het gerstemeel (een inferieure meelsoort) een verwijzing naar de beestachtige aard van overspel is.

### Afschaffing van de proef
Hoewel de volgens de wet de proef in de tabernakel moest worden uitgevoerd, werd volgens Misjna, Sotah 9:9, de proef ergens in de eerste eeuw n.Chr. afgeschaft onder de heerschappij van Jochanan ben Zakkai. Verklaringen in rabbijnse literatuur verschillen wat betreft de stopzetting van de proef. Jochanan ben Zakkai schreef:

Toen er veel overspeligen kwamen, werd de proef van het bittere water stopgezet, omdat de proef van bitter water slechts bij twijfel wordt uitgevoerd. Maar nu zijn er velen die hun minnaars in het openbaar zien.

## Tekstanalyse

### Twee versies?
De tekst lijkt eerst te suggereren dat het offer gebracht moet worden voor de proef wordt ondergaan (Numeri 5:24-25), maar daarna dat het offer na het ondergaan van de proef moet worden gebracht (Numeri 5:26). Omdat het onwaarschijnlijk is dat de vrouw het drankje twee keer zou moeten drinken, denken tekstcritici dat het eerste noemen van het offer een latere toevoeging aan de tekst is of dat het verhaal een samenvoeging is van twee eerdere beschrijvingen. Dit vermoeden wordt ook bebaseerd op het feit dat er twee beschrijvingen van de locatie zijn ("naar de priester" (Numeri 5:15) en "voor de HEER" (Numeri 5:30)) en dat de straf tweemaal genoemd wordt (Numeri 5:21,27). De verdeling in twee eerdere documenten, eerst voorgesteld door Bernhard Stade, is meestal als volgt:
- de ene versie is die van de proef en het offer "voor de HEER", waarin de miskraam resulteert uit het drinken van het drankje;
- de andere versie is slechts een veroordeling door een priester, waarin de vrouw met haar haar los staat, haar schuld wordt aangenomen en goddelijke interventie (door de betrokkenheid van de priester) veroorzaakt een miskraam als straf.

Andere onderzoekers denken dat de proef zelf een samenvoeging is van twee eerdere rituelen: een waarin water gebruikt werd en een ander waarin stof gebruikt werd. Het gebruik van stof kan verbonden zijn met necromantie. In andere historische, semitische culturen bestaan veel voorbeelden waarin 'heilig water' als taboe gezien werd en daarom dat aanraking of consumptie daarvan gevaarlijk was. Het offer houdt een tiende deel van een efa gerstemeel in, onvergezeld van olie of wierook. Dit is een inferieure meelvariant, anders dan in andere offers die in de wet van Mozes worden voorgeschreven. Daarom wordt gedacht dat het een overblijfsel van een eerdere periode is, waarin geen beperking was met betrekking tot het soort meel dat in offers gebruikt kon worden.

### Miskraam?
Een mogelijke lezing is dat de proef als de vrouw overspel had gepleegd, resulteert in een verzakte baarmoeder. Sommige interpretaties beschrijven het als een miskraam - of een bevestiging van haar onschuld als geen miskraam volgde. Arnold Ehrlich interpreteert de tekst zo dat het bittere water de vrouw geen schade brengt als zij trouw is, maar als zij overspel heeft gepleegd een miskraam opwekt: "het embyro valt."

## Verwijzingen in het christendom
De proef wordt in sommige vroegchristelijke legendes over het leven van Maria, de moeder van Jezus, genoemd. Deze werd opgenomen in het Proto-evangelie van Jakobus. Door de eeuwen heen verwezen verschillende christelijke schrijvers naar de proef, in combinatie met overspel en met godsoordelen in het algemeen.